# Canadian Airlines
Canadian Airlines var et canadisk flyselskab, som opererede selvstændigt fra 1987 til 2001. Selskabet blev etableret efter en fusion mellem fire flyselskaber; Canadian
Pacific Airlines, Eastern Provincial Airways, Nordair og Pacific Western Airlines. Selskabet var medstifter og medlem af flyalliancen Oneworld sammen med fire andre flyselskaber, Qantas, American Airlines og British Airways. Selskabet havde hovedkontor i Calgary og hubs ved Vancouver International Airport, Calgary International Airport, Toronto Pearson International Airport og Montréal Dorval international airport. Selskabet var den største konkurrent til Air Canada, som dominerede markedet, og da selskabet blev opkøbt stod det for 40% af Canadas indlandske markedsandel målt på antal passagerer. Canadian Airlines var det første flyselskab nogensinde til at have egen hjemmeside, og det første flyselskab til at have en hjemmeside med onlinekøb og information om afgange og ankomster. I 1999 var selskabet i økonomiske problemer, og det blev opkøbt af rivalen Air Canada året efter.

## Flåde
Canadian Airlines opnåede at besidde i alt 150 fly igennem sin levetid. Størstedelen af flåden bestod af fly produceret af Boeing, men havde også fly produceret af Airbus, Lockheed og McDonnell Douglas.